# Frank Arnau
Frank Arnau, geborener Heinrich Karl Schmitt, auch Harry Charles Schmitt (* 9. März 1894 bei Wien, Österreich-Ungarn; † 11. Februar 1976 in München) war ein schweizerisch-deutscher Schriftsteller. Er wurde als Schweizer geboren, 1920 erhielt er die deutsche Staatsangehörigkeit. 1934 entzogen ihm die Nationalsozialisten willkürlich seine Staatsbürgerschaft.

## Leben

### Junge Jahre
Der Sohn des Schweizer Hotelleiters und Generaldirektors Charles Arnau wurde unter dem Namen Heinrich Karl Schmitt geboren und begann seine schriftstellerische Tätigkeit 1912 als Zeitungs-Journalist mit Polizeireportagen. Er weitete seine literarische Tätigkeit danach auf die Bereiche Film und Theater aus und war auch als Wirtschaftsberater tätig. Frank Arnau, wie Heinrich Schmitt später hieß, konnte sich aber vor allem im Bereich des Kriminalromans durchsetzen. 1919 erhielt er die deutsche Staatsbürgerschaft.
Gemeinsam mit Josef Ganz gab Arnau Sondernummern der Motor-Kritik heraus, die sich „ausschließlich mit ‚Enthüllungen‘ und Aufdeckung von angeblich schlimmen Zuständen bei bestimmten Werken der Autoindustrie“ befassten.
1930 beantragte er eine Namensänderung, nachdem bereits 11 Bücher unter seinem Pseudonym Frank Arnau erschienen waren.

### Emigration
Mit dem politischen Aufstieg Hitlers wurde Arnau aufgrund seiner Gegnerschaft zum Nationalsozialismus zur Emigration gezwungen. 1933 flüchtete er über die grüne Grenze zu den Niederlanden aus Deutschland. Es folgten sechs Exiljahre in Europa mit den Stationen Spanien, wo Arnau fast drei Jahre lang lebte, Frankreich, den Niederlanden und der Schweiz. In dieser Zeit engagierte sich Arnau publizistisch stark im Kampf gegen den Nationalsozialismus. Dazu gehörte die Veröffentlichung seines Romans Die braune Pest in 84 Fortsetzungen in der Volksstimme (Organ der Sozialdemokratischen Partei für das Saargebiet) vom 4. März bis zum 19. Juni 1934. Am 29. März 1934 wurde er ausgebürgert und sein Vermögen konfisziert. Aufgrund seiner Artikel in der französischen Presse und in den deutschen Exilzeitungen über Deutschlands Aufrüstung und die nationalsozialistische Propaganda im Ausland wurde Arnau ständig von der Gestapo bespitzelt und mit der Entführung und dem Tod bedroht. Alle seine Veröffentlichungen waren schon 1935 in die "Liste des schädlichen und unerwünschten Schrifttums" aufgenommen worden.
Arnau war in den Skandal um die Exilzeitung Pariser Tageblatt verwickelt, bei dem die Redakteure 1936 gegen ihren Verleger Poljakow putschten und diesen öffentlich der Nazikumpanei bezichtigten. Die Redakteure gründeten unter anderem mit Arnaus finanzieller Hilfe ein Konkurrenzblatt, Die Pariser Tageszeitung. Sie fanden in der Exilöffentlichkeit große Unterstützung, weil allzu viele Menschen bereit waren, unbewiesenen Anschuldigungen Glauben zu schenken. Dazu verübten die Redakteure und ihre Unterstützer noch einige kriminelle Attacken. Sie überfielen den neuen Chefredakteur des Pariser Tageblatts Richard Lewinsohn und schlugen ihn krankenhausreif. Sie zerstörten außerdem die Ausgabe des Pariser Tageblatts, die über diesen Coup berichtete, und stahlen das Kundenarchiv. Daraufhin musste das Pariser Tageblatt mangels Einnahmen seinen Betrieb einstellen. Kurze Zeit später wurde in Exilkreisen auf das Betreiben der Zeitschrift Das Neue Tagebuch von Leopold Schwarzschild ein Untersuchungsausschuss gegründet. Ihm gehörten bekannte Persönlichkeiten des Exils an – auch der in den Putsch verwickelte Chefredakteur des Pariser Tageblattes Georg Bernhard und Berthold Jacob. Der Untersuchungsausschuss stellte wenig später fest, dass die Anschuldigungen gegen Poljakow haltlos waren. Arnau hingegen hielt noch in seiner Autobiographie von 1972 an der Version fest, dass Poljakow mit den Nationalsozialisten angebändelt habe.

### Exil in Brasilien
Arnau kam am 28. Mai 1939 – nach seinen eigenen Angaben auf Einladung der diktatorischen Regierung Vargas – in Brasilien an. Er schrieb in der regierungsfreundlichen Zeitung A Noite Artikel in Portugiesisch und erhielt vom Chef der Presse- und Propagandaabteilung, Lourival Fontes, den Status eines Journalisten, obwohl von Gesetzes wegen nur Brasilianer Berufsjournalisten sein durften. Arnau, der als Schweizer Staatsbürger in Brasilien eingereist war, lebte mit seiner ersten Frau und seiner Tochter in Rio de Janeiro und arbeitete als freier Mitarbeiter für verschiedene Zeitungen, u. a. die Correio da Manhã. Seine Haupteinnahmequelle war aber die Beratung des Informationsbüros der britischen Botschaft und ab 1942 der US-Botschaft. Er wurde deswegen verdächtigt, ein englischer oder deutscher Spion oder Doppelagent zu sein. Für die brasilianischen Zeitungen hatten seine kartografischen Arbeiten eine besondere Bedeutung. Er zeichnete Karten von den Kriegsschauplätzen und dem deutschen Rückzug.
Nach dem Krieg gründete Arnau eine Firma für Luxusdrucksachen, die Artes Gráficas Arnau, und druckte für die brasilianische Postverwaltung Briefmarken wie den Block 400-Jahrfeier Bahia, der als bestes und schönstes Postwertzeichen des Ausgabejahres geehrt wurde.
Außerdem ist er als Sonderkorrespondent für brasilianische Zeitungen viermal nach Deutschland gereist und hat dabei mühelos Kontakte mit dem wiedererwachten deutschen Großkapital geknüpft, indem er Beratung anbot und durch seine Beziehungen zu den brasilianischen Regierungskreisen und Industriellen leichteren Zugang zu Brasilien verschaffen konnte.
Seine französischen, spanischen und schließlich portugiesischen Sprachkenntnisse, seine Anpassungsfähigkeit an die landesübliche Mentalität und seine journalistische Erfahrung erleichterten ihm den Aufbau seiner Karriere in Brasilien. Einer der Exilierten, der deutsche Benediktinermönch jüdischer Abkunft Paulus Gordan bezeichnete Arnau als „eine schillernde Figur, Hauptdarsteller in seinem eigenen Roman.“

### Rückkehr nach Deutschland
1955 kehrte Arnau endgültig nach Deutschland zurück. Er arbeitete unter anderem als Redakteur für die Zeitschrift Stern, schrieb oft Leitartikel für die Münchener Abendzeitung und betätigte sich als freier Nachrichtenhändler. Seine Zeit in Brasilien arbeitete er in dem 1956 veröffentlichten Buch Der verchromte Urwald auf, das vom Spiegel weiland als „eine der am besten gelungenen Auslandsreportagen [...] die es in deutscher Sprache gibt“, komplimentiert wurde.
Er setzte seine Karriere als umstrittener Enthüllungsjournalist fort, wobei er u. a. den Bundespräsidenten Heinrich Lübke der Lüge bezichtigte. Lübke hatte nämlich stets behauptet, dass er niemals etwas mit Konzentrationslagern zu tun gehabt hätte. Zudem war er zeitweilig Präsident der Deutschen Liga für Menschenrechte.
Sein größter Erfolg war wohl sein Buch Kunst der Fälscher – Fälscher der Kunst aus dem Jahr 1959, das weltweites Aufsehen erregte und in zwölf Sprachen übersetzt wurde. Das Auge des Gesetzes, ein 1962 erschienenes Buch über Macht und Ohnmacht der Kriminalpolizei fand ebenfalls internationale Anerkennung. Bis 1970 erreichten seine Bücher eine Auflage von 1,4 Millionen verkauften Exemplaren.
Arnau war auch Briefmarkensammler, der mehrfach neu mit dem Sammeln begann. Das Lexikon der Philatelie, dessen Erstauflage 1957 erschien und 1967 als Handbuch der Philatelie in erweiterter Form neuveröffentlicht wurde, gilt als einer seiner herausragenden Beiträge zur deutschen Philatelie. Der Bund Deutscher Philatelisten schreibt ihm „eine weite Volkskreise erreichende Popularisierung des Hobbys“ zu, „wie sie vor und nach ihm kein zweiter je erreicht hat“.
Die deutsche Wochenzeitung Die Zeit meinte über Arnau, er betreibe „Kriminologie an Realfällen der Zeitgeschichte als Altershobby“. In seinem Buch Der Fall Brühne-Ferbach. Autopsie eines Urteils (1965) untersuchte er einen der aufsehenerregendsten Strafprozesse der Nachkriegszeit. 1967 erschien von ihm die Geschichte der "Kriminalität von den biblischen Anfängen bis zur Gegenwart."
1970 übersiedelte Frank Arnau nach Bissone im Schweizer Kanton Tessin. Im Dezember 1975 erkrankte Arnau schwer und am 11. Februar 1976 starb er in einem Münchner Krankenhaus an einem Schlaganfall im Alter von 81 Jahren. Seine Grabstätte befindet sich auf dem Friedhof der Gemeinde Bissone in der Schweiz. Zuletzt arbeitete er an einem Buch betitelt Der Bart ist ab – Die Demaskierung des Alexander Solschenizyn, das belegen sollte, dass der Nobelpreisträger während und nach seiner Zeit im Gulag für den sowjetischen Geheimdienst KGB gearbeitet habe. Es wird vielfach vermutet, dass ihm hier von Geheimdiensten Fehlinformationen zugespielt wurden.
1968 erhielt er den Ehrendoktortitel der Humboldt-Universität Berlin in der damaligen DDR. Ehrungen erhielt er auch von der Polizei Malaysias und der Polizei des australischen Bundesstaates Neusüdwales.
Arnau war dreimal verheiratet. Im Jahre 1914 heiratete er Caroline Mayerhoffer. Die Ehe wurde 1923 geschieden. Im Jahr 1924 heiratete er Ruth Rickelt geb. Lippstreu, die Tochter des Schauspielers Gustav Rickelt. In der Ehe wurde 1926 die Tochter Gisela Ruth Schmitt geboren. Sie trug den Ursprungsnamen Arnaus und starb im Jahre 2000 in Rio de Janeiro. Seine Frau Ruth starb 1951 oder 1952 in Brasilien. Im Jahr 1953 ging er die dritte Ehe mit Henriette Neuber ein. Diese verstarb 1993 und ist neben Frank Arnau auf dem Friedhof in Bissone beigesetzt.

## Werke (Auswahl)
- Die braune Pest. Relevanz damals und heute. Roman. Bearbeitet und herausgegeben von Adrian Jesinghaus und Hans-Christian Napp, mit einem Vorwort der Saarländischen SPD-Vorsitzenden Anke Rehlinger, Klingen-Verlag, Solingen 2021, ISBN 978-3-96754-004-8. (Erstmals 1934 als Fortsetzungsserie in der Saarbrücker SPD-Zeitung Die Volksstimme unter dem Chefredakteur und Saarländischen SPD-Vorsitzenden Max Braun erschienen. Nach der Eingliederung des Saargebietes ging bei der gewaltsamen Machtergreifung – verbunden mit der Verfolgung der Sozialdemokraten – das Manuskript des Romans verloren. Der Roman wurde erst 2019 von Hans-Christian Napp wiederentdeckt und 2021 erstmals als Buch veröffentlicht.) Rezension im Vorwärts.[11]
- Kämpfer im Dunkeln. Wilhelm Goldmann Verlag, Leipzig 1929.
- Der geschlossene Ring. Merlin-Verlag, Baden-Baden 1929.
- Gesetz, das tötet. Merlin-Verlag, Baden-Baden 1930.
- Das Antlitz der Macht. Wilhelm Goldmann Verlag, Leipzig 1930.
- Die Maske mit dem Silberstreifen (Krimi). 1944.
- Pekari Nr. 7 (Krimi mit Inspektor David Brewer von der New Yorker Mordkommission). 1956.
- Der verchromte Urwald: Licht und Schatten über Brasilien. 1956.
- Lexikon der Philatelie. Briefmarkenkunde von A bis Z. Ullstein Taschenbuch. 1957.
- Heißes Pflaster Rio (Krimi). 1958.
- Panik vor Torschluss Der Roman eines Industriellen. Wetzlar. 1959.
- Nur tote Zeugen schweigen (Krimi). 1959.
- Kunst der Fälscher – Fälscher der Kunst. 3000 Jahre Betrug mit Antiquitäten. 1959.
- Lautlos wie sein Schatten (Krimi). 1959.
- Der perfekte Mord (Krimi). 1960.
- Brasilia. Phantasie und Wirklichkeit. Prestel, München 1960.
- Die Dame im Chinchilla (Krimi). 1961.
- Tanger – Nach Mitternacht (Krimi). Ullstein Taschenbuch-Verlag, Frankfurt 1961.
- Heroin AG (Krimi mit Oberinspektor David Brewer von der New Yorker Mordkommission). 1962.
- Im Schatten der Sphinx (Krimi mit Oberinspektor David Brewer von der New Yorker Mordkommission). 1962.
- Warum Menschen töten. 1964.
- Jenseits der Gesetze. 1966.
- Juwelen aus Papier. Die kostbarsten und schönsten Briefmarken der Welt. Schuler, Stuttgart 1966.
- Rauschgift – Träume auf dem Regenbogen. 1967,
- Die Straf-Unrechtspflege in der Bundesrepublik. 1967.
- Menschenraub. 1968.
- Tatmotiv Leidenschaft. 1971.
- Gelebt, geliebt, gehasst (Autobiographie) 1972.
- Watergate – Der Sumpf. 1974.